# Antagonista (bioquímica)

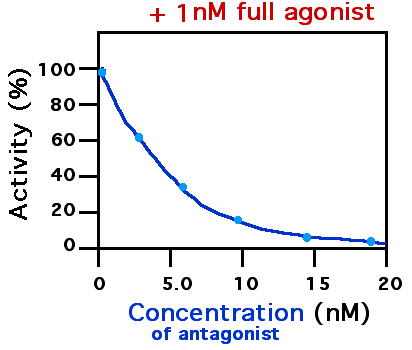
Los antagonistas bloquean la unión de un agonista a dos molécula de receptor, inhibiendo la señal producida por un acoplamiento receptor-agonista.

Un antagonista de receptor es un tipo de ligando de receptor o fármaco que bloquea o detiene respuestas mediadas por agonistas en lugar de provocar una respuesta biológica en sí tras su unión a un receptor celular.
En farmacología, los antagonistas tienen afinidad pero no eficacia para sus receptores afines, y unírseles interrumpiría la interacción e inhibiría la función de un agonista o agonista inverso en los receptores. Los antagonistas median sus efectos uniéndose al sitio activo (ortostérico = lugar correcto) o a los sitios alostéricos (= otro lugar) en los receptores, o podrían interactuar en sitios de unión que no están normalmente involucrados en la regulación biológica de la actividad del receptor. La actividad del antagonista puede ser reversible o irreversible dependiendo de la longevidad del complejo antagonista-receptor, los cuales, a su vez, dependen de la naturaleza de la unión del receptor con el antagonista. La mayoría de los fármacos de los agonistas logran su potencia compitiendo con ligandos endógenos o substratos en sitios de unión estructuralmente definidos en los receptores.

## Farmacodinámica

### Eficacia y potencia
Por definición, los antagonistas no muestran eficacia para activar los receptores que se unen. Los antagonistas no mantienen la capacidad para activar un receptor. Una vez unidos, sin embargo, los antagonistas inhiben la función de los agonistas, agonistas inversos y agonistas parciales. 
En ensayos de antagonistas funcionales, una curva de dosis-respuesta mide el efecto de la capacidad de una gama de concentraciones de antagonistas para revertir la actividad de un agonista. La potencia de un antagonista se define generalmente por su valor EC50. Esto puede ser calculado para un antagonista dado mediante la determinación de la concentración necesaria de un antagonista para inhibir la mitad de la máxima respuesta biológica de un agonista. Elucidar un valor EC50 es útil para comparar la potencia de medicamentos con eficacias similares, sin embargo, las curvas de dosis-respuesta producidas por ambos antagonistas debe ser similar. Cuanto menor sea el EC50 mayor es la potencia del antagonista, y menor la concentración de fármaco requerido para inhibir la máxima respuesta biológica. Las concentraciones bajas de fármacos pueden estar asociadas con menos efectos secundarios.

### Afinidad
La afinidad de un antagonista por su sitio de unión (K i ), es decir, su capacidad para unirse a un receptor, determinará la duración de la inhibición de la actividad agonista. La afinidad de un antagonista puede determinarse experimentalmente usando regresión de Schild o para antagonistas competitivos en estudios de unión de radioligando usando la  ecuación de Cheng-Prusoff. La regresión de Schild se puede usar para determinar la naturaleza del antagonismo como inicio competitivo o no competitivo y la determinación de K i es independiente de la afinidad, eficacia o concentración del agonista utilizado. Sin embargo, es importante que se haya alcanzado el equilibrio. Los efectos de la desensibilización del receptor al alcanzar el equilibrio también deben tenerse en cuenta. La constante de afinidad de los antagonistas que presentan dos o más efectos, como en los agentes bloqueantes neuromusculares competitivos que también bloquean los canales iónicos así como antagonizan la unión del agonista, no se puede analizar usando la regresión de Schild.

### Especificidad
Es la capacidad del antagonista de evitar de forma precisa y completa que el antígeno se una a la célula.